# Luigi Parpagliolo
Luigi Parpagliolo (Palmi, 21 novembre 1862 – Roma, 6 febbraio 1953) è stato uno scrittore e naturalista italiano.

## Biografia
Scrittore calabrese, laureato in giurisprudenza, la fama di Parpagliolo è soprattutto legata all'attività lungamente svolta presso la Direzione per le Antichità e Belle Arti del Ministero della Pubblica Istruzione, dove  entrò dal 1900 per restarvi fin ben oltre gli anni 1940, e della quale fu anche direttore.
Fu membro tra i più attivi e competenti della commissione per la revisione della Legge 11 giugno 1922, n. 778 (“Per la tutela delle bellezze naturali e degli immobili di particolare interesse storico”): le sue proposte confluirono nella Legge 29 giugno 1939, n. 1497 (sostituita poi dalla cosiddetta Legge Galasso). Fu membro della prima Commissione amministratrice dell'Ente del Parco nazionale d'Abruzzo, istituita nel 1923, dove sedette per un decennio con la carica di vicepresidente.
Sposò Bianca Manara (1872-1952), da cui ebbe Maria Teresa Parpagliolo, architetto del paesaggio, Clara Parpagliolo e Ida Parpagliolo, musicista.

## Opere
Fra i molti saggi di Parpagliolo, il volume La difesa delle bellezze naturali d'Italia (1923) viene considerato, al pari della Relazione di Erminio Sipari, artefice e primo presidente del Parco abruzzese, uno dei manifesti della prima conservazione della natura in Italia. Il volume, che consta di oltre 230 pagine, affronta temi relativi al movimento italiano a favore delle bellezze naturali e alle prime iniziative legislative in materia; reca in appendice, oltre ad interessanti cenni storici sui parchi nazionali, italiani ed esteri, anche i regi decreti istitutivi del Parco nazionale d'Abruzzo e del Parco nazionale del Gran Paradiso. 
Sempre nel solco naturalistico s'inscrivono i suoi saggi comparsi sulla «Nuova Antologia», quali Per le bellezze naturali d'Italia (16 novembre 1911), Per una legge che tuteli le bellezze naturali d'Italia (1º aprile 1914) e Il parco nazionale dell'Abruzzo (16 maggio 1918).
Parpagliolo curò la pubblicazione del Codice delle antichità e degli oggetti d'arte (2 voll., Loescher, Roma 1913, poi ampliato nelle edizioni del 1932) e della collana in sei volumi Italia, negli scrittori italiani e stranieri (Morpurgo, Roma 1928-1941).